# Seda de aranha

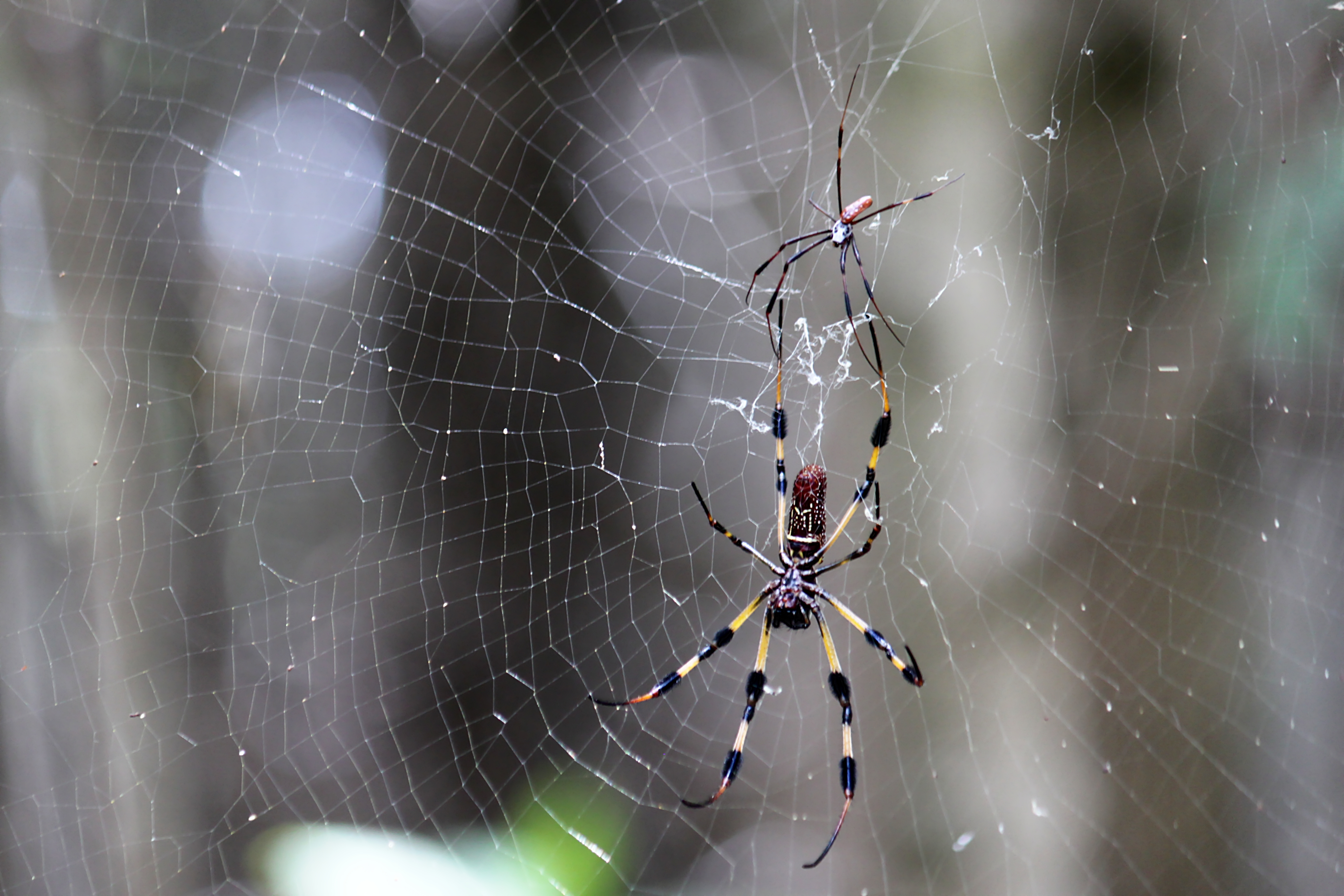
Teia de uma aranha do género Nephila.

Seda de aranha é uma fibra proteica formada por biopolímeros secretados por glândulas especializadas ligadas às fieiras das aranhas. Embora muitas espécies de aranhas não construam teias, todas as espécies conhecidas produzem um ou mais tipos de seda, tendo sido demonstrado que algumas espécies produzem pelo menos sete tipos daquele material. A seda das aranhas inclui uma larga diversidade de fibras, predominantemente compostas por espidroína, um grupo complexo de proteínas repetitivas codificadas por uma família multigénica, com características excecionais de resistência mecânica, leveza, extensibilidade e elasticidade, sendo um dos materiais mais resilientes que se conhece. Com demonstrada biocompatibilidade, a seda das aranhas é utilizada na medicina tradicional como adjuvante da cicatrização de feridas cutâneas. Apesar de terem sido descritos métodos de recolha mecânica da seda, a inabilidade de domesticar aranhas para produzir quantidades suficientes de proteínas, conduziu ao desenvolvimento de estratégias alternativas de produção, utilizando a tecnologia do DNA recombinante por manipulação genética de genes isolados nas glândulas sericígenas, visando produzir biomateriais com grande potencial para uso em medicina e engenharia.

## Utilização

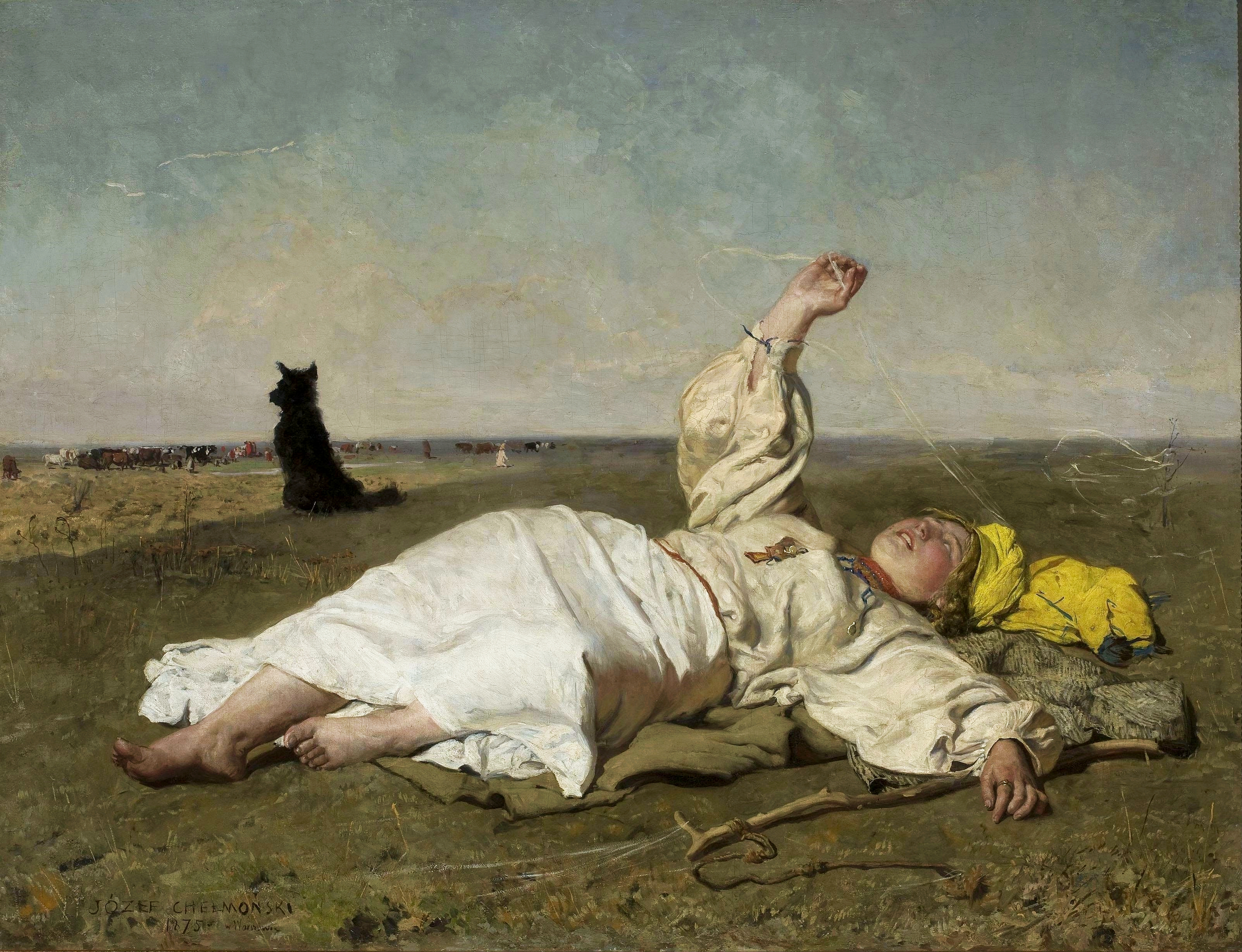
Pintura de Józef Chełmoński (1875, Museu Nacional de Varsóvia) mostrando uma camponesa com fios de aranha na mão.

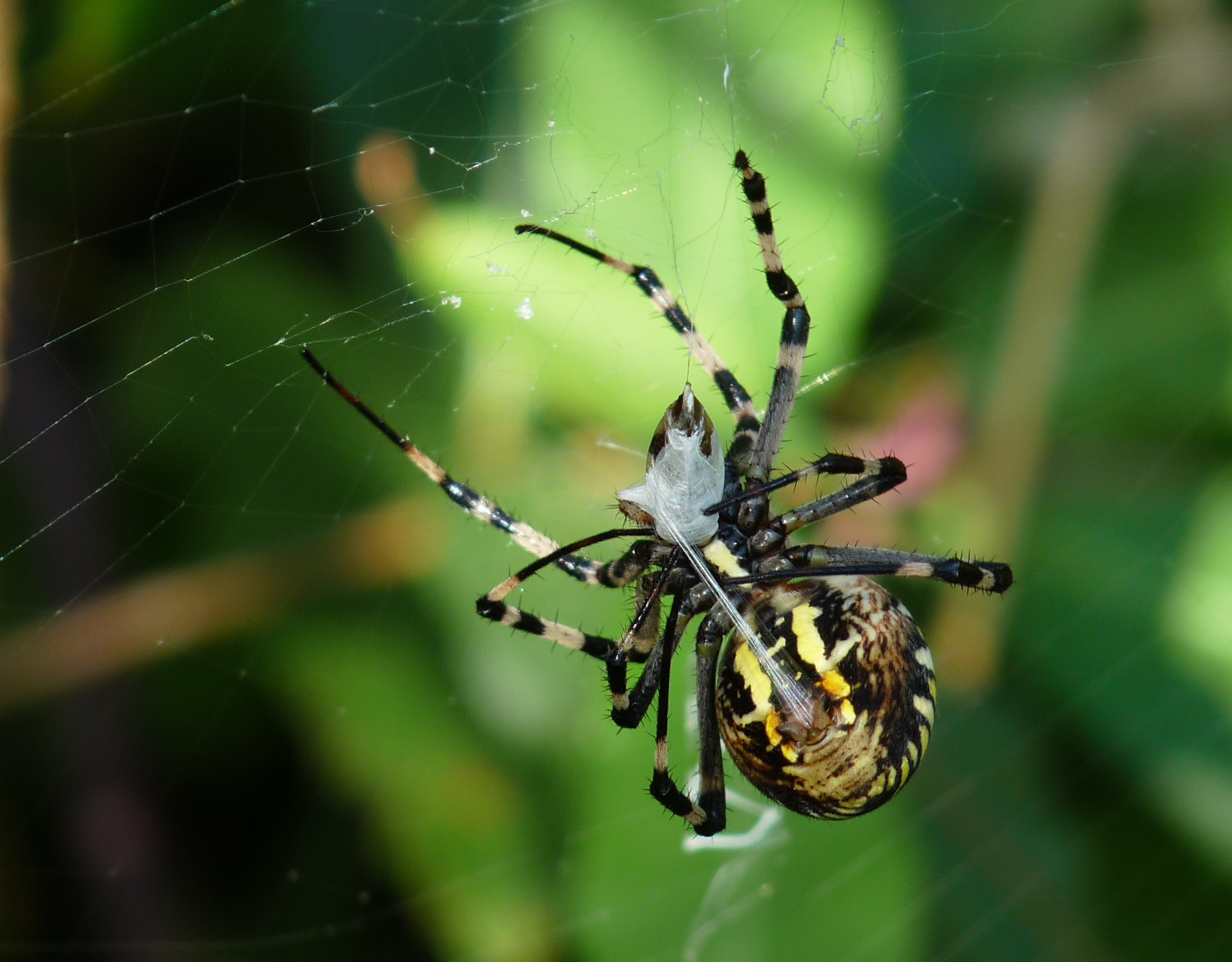
Argiope bruennichi a envolver uma presa em seda.

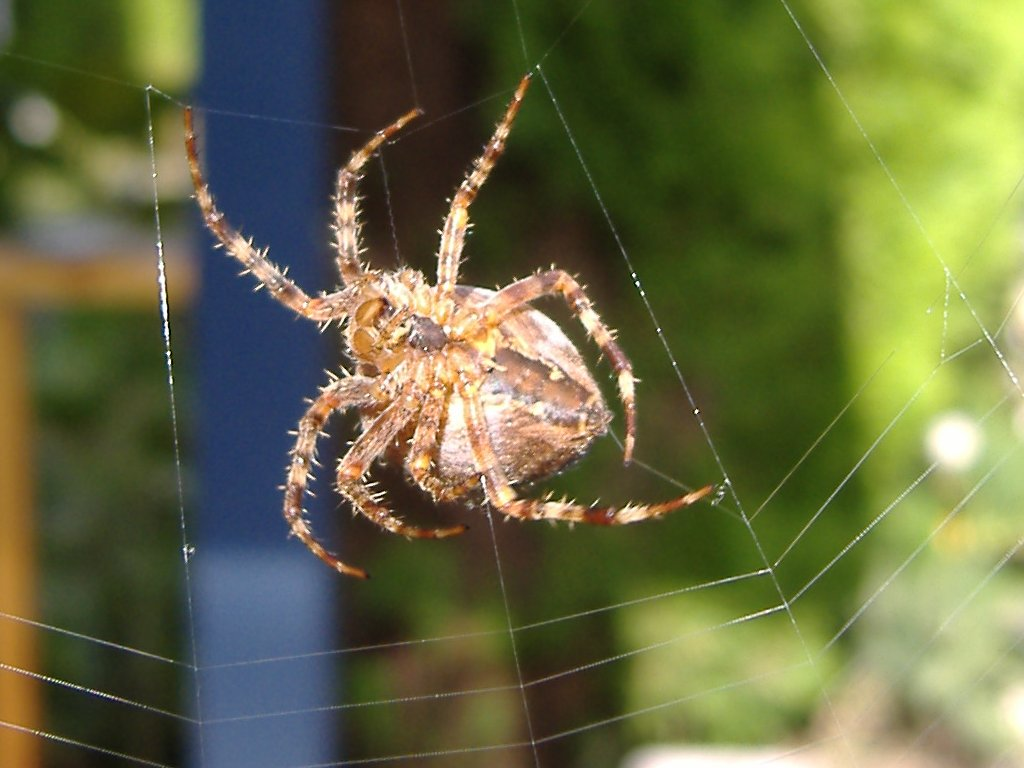
um espécime de Araneus diadematus a tecer a teia.

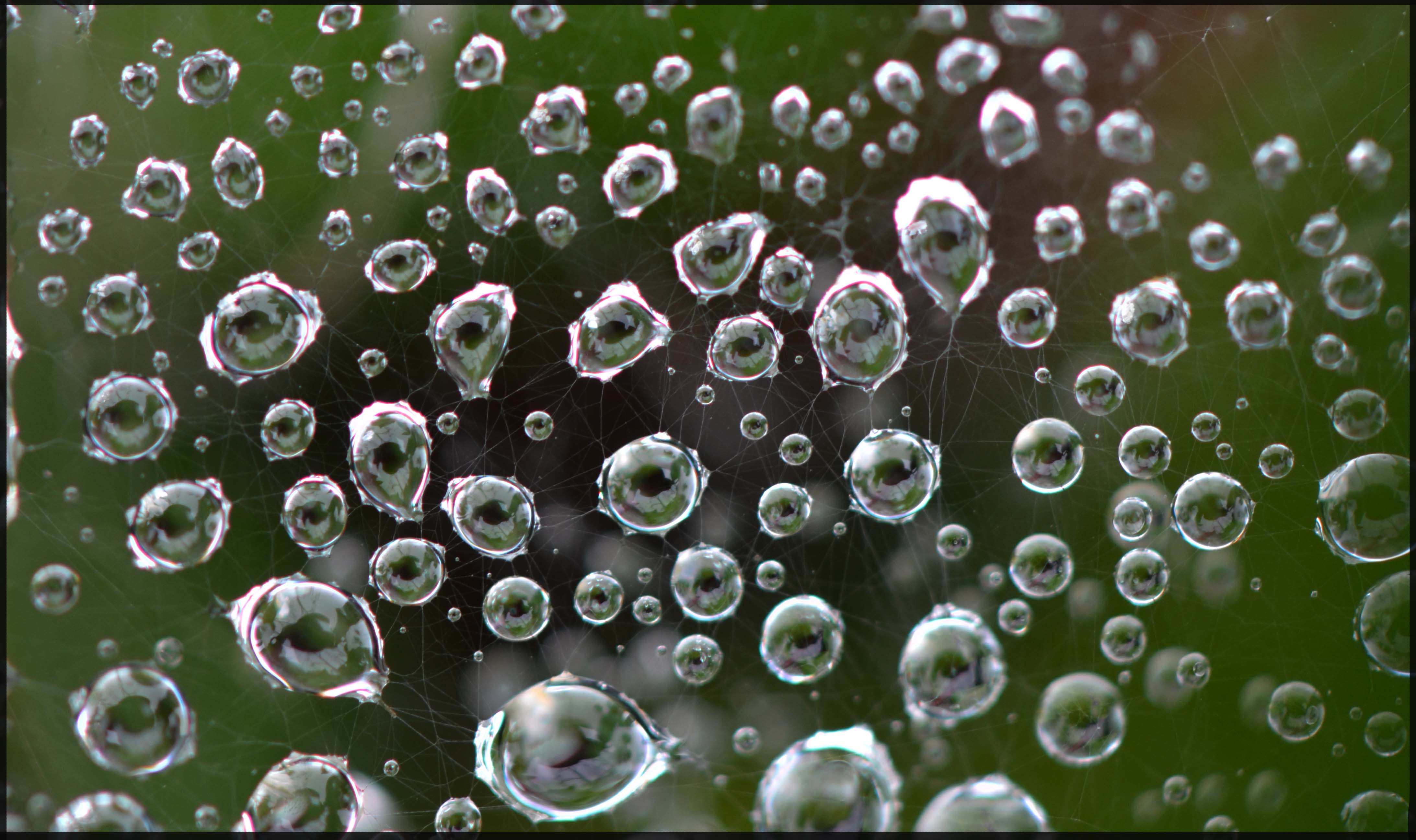
Gotas de chuva acumuladas sobre uma teia (Bretanha).

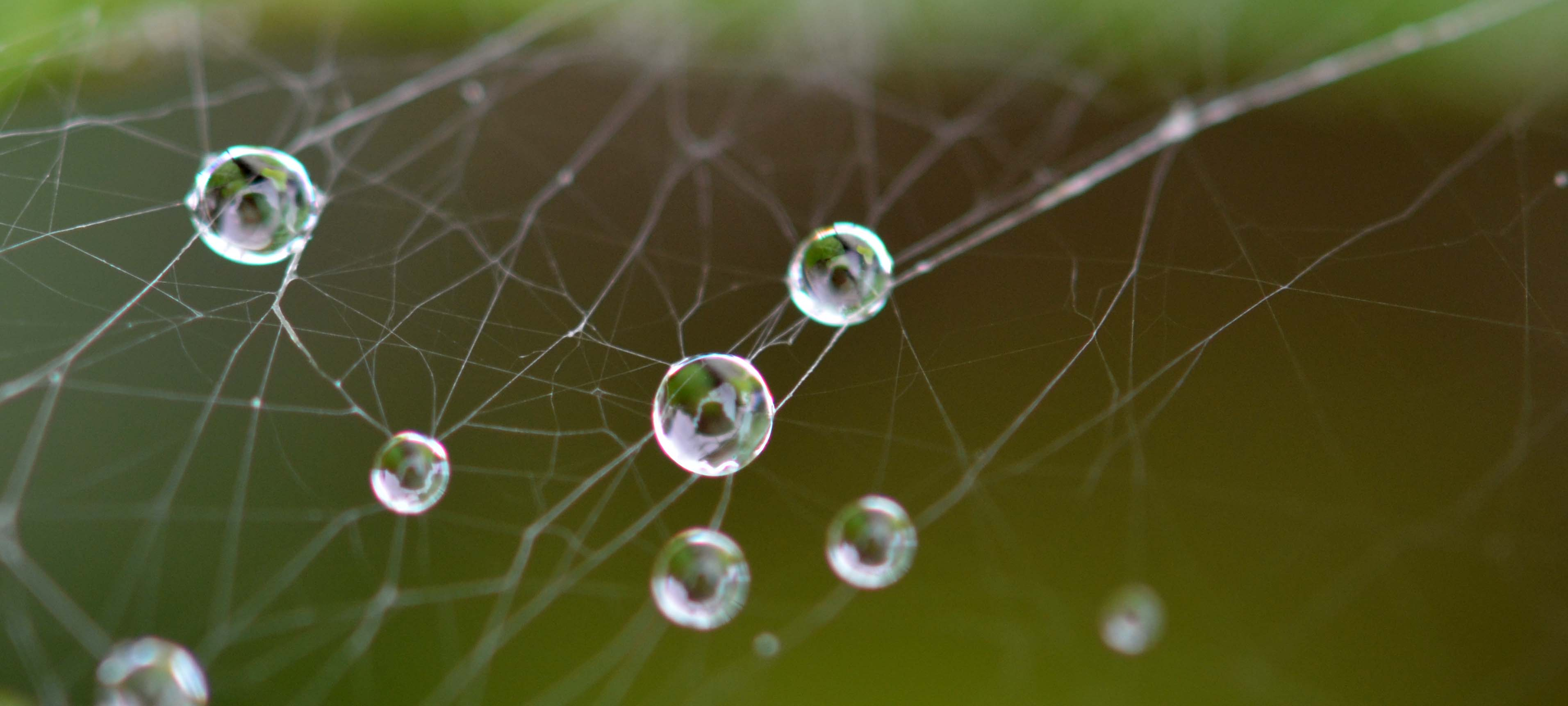
Efeito do peso da água sobre a teia, mostrando a capacidade de suporte dos fios de seda

Sendo a produção de seda uma característica geral das aranhas, as diferentes espécies, em função da sua etologia e habitat, utilizam os fios de seda para múltiplos fins: tecer as teias através das quais capturam as presas; construir ou revestir abrigos, nomeadamente os funis, onde permanecem ou se refugiam; construir os sacos ovígeros e os espermatóforos e ainda os ninhos que servem de abrigo aos ovos e aos juvenis; envolver as presas no acto da captura ou para as armazenar para posterior consumo; e dispersar os juvenis, que se lançam no ar em voo arácnido, vogando ao sabor do vento suspensos por um longo fio planador de seda. Algumas espécies utilizam a seda como reserva alimentar, ingerindo a sua própria seda ou a seda das teias de outras aranhas.
O voo arácnido é na realidade uma forma de planar utilizada para transporte pelo ar com um modo muito semelhante ao parapente. ,, Graças a esta forma de transporte, tem sido detectada a presença de aranhas retidas pelas velas de embarcações até distâncias de 1 600 km mar adentro. Também já foram capturadas por balões de estudo da atmosfera a altitudes próximas dos 5000 m.
Embora tenha sido descrito que algumas espécies de aranhas migalomorfas, nomeadamente algumas tarântulas neotreopicais, teriam microtúbulos secretores de seda nos tarsos das patas dianteiras (como acontece com alguns insectos) com os quais produziriam uma seda capaz de melhorar a adesão das patas a superfícies lisas, como placas de vidro, investigação posterior não permitiu confirmar a existência dessas estruturas. As estruturas que tinham sido interpretadas como tubos secretores de seda em micrografias de partes do exoesqueleto descartadas durante a ecdise de tarântulas tinham sido identificadas como fieiras são afinal quimioceptores utilizados pelas aranhas para "tactear" quimicamente as suas presas, desprovidos de qualquer relação com a produção de seda. Apesar disso, o anúncio da descoberta de fieiras nas patas de tarântulas do género Aphonopelma, supostamente usados para melhorar a adesão das patas a superfícies lisas, desencadeou grande interesse sobre a filogenia destas estruturas.
Todas as espécies de aranhas conhecidas produzem seda, com um único espécime a produzir até sete tipos diferentes daquele material, escolhidos em função das necessidades e utilizações. Esta diversidade e flexibilidade na secreção de sedas contrasta com a comparativa siplicidade das sedas produzidas por insectos, entre os quais o bicho-da-seda, onde na generalidade dos casos apenas um tipo de seda é secretada por cada indivíduo.
Com mais de 400 milhões de anos de evolução conhecida, a seda de aranha é um material que pode ser usado pelas diversas espécies secretoras para fins muito diversos, permitindo uma grande diversidade de usos ecológicos e possibilitando o desenvolvimento de uma complexa etologia entre as aranhas. Cada uma das propriedades das seda é explorada de forma diferente nas diversas situações ecológicas, o que permitiu o desenvolvimento de estratégias e comportamentos muito diversos entre as diversas famílias de aracnídeos. A evolução das aranhas conduziu ao aparecimento de usos complexos e diversos da seda, desde as teias tubulares primitivas de há 300–400 milhões de anos atrás até às complexas teias orbiculares surgidas há 110 milhões de anos. O quadro que se segue mostra a complexidade e diversidade desses usos.
| Uso ecológico                        | Exemplo | Referências  |
| ------------------------------------ | --- | ------------ |
| Captura de presas                    | As teias orbiculares produzidas pelo grupo das Araneidae (típicas construtoras de teias orbiculares); teias tubulares; funis; teias entrançadas; teias laminares; teias enlaçadas, teias em domo; bolas de seda usada pelas espécies da da tribo Mastophoreae para enlear as presas. | [ 2 ] [ 18 ] |
| Imobilização da presa                | A seda é usada para amarrar a presa, sendo tecida em bandas que a envolvem e imobilizam. Por vezes a seda é combinada com um veneno destinado a imobilizar a presa, reduzindo a sua força, resistência e movimentos. Em espécies do género Scytodes a seda é impregnada com veneno ejectado pelas quelíceras. | [ 2 ]        |
| Reprodução                           | Em algumas espécies, os machos produzem espermatóforos construídos com seda; os ovos de aranha são geralmente depositados en sacos ovígeros e os juvenis são mantidos em teias-casulo especificamente construídas para o efeito. | [ 2 ] [ 19 ] |
| Dispersão                            | Os juvenis de numerosas espécies utilizam finos fios de seda para realizar o voo arácnido, vogando ao sabor dos ventos suspensos por um longo fio planador de seda. | [ 6 ]        |
| Reserva alimentar                    | Foi demonstrado que espécies do género cleptoparasita Argyrodes comem a seda das aranhas hospedeiro cujas teias parasitam. Algumas aranhas foram observadas a ingerir porções não utilizadas das suas teias, mitigando assim o elevado custo metabólico da sua secreção. | [ 21 ]       |
| Construção e revestimento de abrigos | As teias tubulares e os funis usados pelas aranhas consideradas "primitivas", como a espécie europeia Segestria florentina são exemplos da utilização da seda para criar abrigos e ninhos. Nestas estruturas são incluídos fios que radiam do ninho para o exterior, criando uma rede sensorial capaz de detectar qualquer movimento nas proximidades do abrigo, alertando a aranha para a presença de uma potencial presa ou de um predador. A seda é também o principal componente na construção dos alçapões das aranhas-de-alçapão construtoras de armadilhas. A aranha mergulhadora Argyroneta aquatica respira utilizando um sino de mergulho construído com seda. Na realidade a utilização de seda para a construção de abrigos é tão generalizada entre as aranhas que é difícil encontrar uma espécie que não recorra a esse uso. | [ 18 ]       |
| Linhas guia                          | Quando saem, algumas aranhas deixam um fino fio de seda ao longo do seu percurso como forma de assegurarem o regresso ao seu abrigo ou teia. | [ 20 ]       |
| Linhas de queda e ancoragem          | A maioria das aranhas, em particular as pertencentes à família Salticidae, que caçam deslocando-se pelo solo ou vegetação, para além de utilizarem a seda como linha de guia, fazem uso dela como linha de segurança em caso de queda a partir de superfícies verticais ou invertidas ou quando escorregam sobre superfícies lisas. Muitas espécies de aranhas tecedoras de teias utilizam um fio de seda para descerem da teia, particularmente quando a tenham de abandonar por se sentirem ameaçadas. O fio é depois utilizado para regressar à teia, uma vez desaparecida a ameaça. Algumas espécies, entre as quais as do género Paramystaria, dependuram-se num fio de queda enquanto se alimentam. | [ 20 ]       |
| Linhas de alarme                     | Muitas das espécies de aranha que não utilizam teia como armadilha de caça recorrem à construção de redes de finos fios dispersos sobre o solo a a vegetação que captam a vibração produzida pela passagem das presas, o que desencadeia o ataque da aranha. Este tipo de teia sensorial é frequentemente utilizada por aranhas que caçam formigas e outras presas diminutas. | [ 20 ]       |
| Pistas feromonais                    | Algumas espécies de aranhas nomádicas deixam um rasto de seda impregnada por feromonas que são seguidas pelo sexo oposto, permitindo o encontro entre potenciais parceros sexuais. | [ 20 ]       |

Atualmente existe um grande interesse em determinar a relação que existe entre a composição e a estrutura química da seda de aranha com o objetivo de desenvolver materiais que possuam propriedades mecânicas similares e desenvolver um método escalável industrialmente para produzir seda com fins como a engenharia têxtil e a biomedicina.

## Composição e propriedades
As fibras de seda de aranha são constituídas por duas frações principais:
- 10 a 25 % de uma componente cristalina (as camadas β) de cristais com 2 a 5 nm de espessura (espidroínas de 6 a 10 ácidos aminados em blocos hidrófobos) responsáveis pela resistência mecânica da fibra( que é comparável à do aço);
- 75 a 90 % de uma componente amorfa (maioritariamente em hélices alfa), mole (espidroínas em blocos hidrófilos) responsável pela elasticidade da seda (o comprimento pode ser elasticamente expandido em 35 % nos fios estruturais das teias da espécie Nephila clavipes).[23]

As fibras de seda são formadas por fibroínas, ou seja por proteínas filamentosas também designadas por espidroínas, compostas por copolímeros formados por blocos hidrófilos e hidrófobos).
A seda de aranha é um polímero em que a configuração molecular pode variar e adaptar-se rapidamente à temperatura e à humidade, propriedades de grande importância no campo da biomimética e da robótica.
A seda das aranhas é capaz de sofrer supercontração, gerando de 10 a 140 MPa de tensão, quando é humedecida (em vários minutos quando a higrometria ultrapassa os 70 %), e mais rapidamente quando é subitamente molhada. É com base nessas propriedades que as teias podem resistir à chuva e ao peso do orvalho, o que leva à acumulação de várias gramas de água suspensa nos fios. A termoestabilidade varia consoante o grau de supercontração.

### Genótipo-fenótipo da seda
Os pesquisadores obtiveram conjuntos de transcriptoma de 1.098 espécies de aranhas para catalogar de forma abrangente as sequências de genes de seda e mediram as propriedades mecânicas, térmicas, estruturais e de hidratação das sedas de dragline de 446 espécies. A seda de aranha é um excelente exemplo de um fenótipo estendido, cujas propriedades mecânicas extraordinárias são governadas pela composição e estrutura subjacentes de blocos de construção de proteínas chamados espidroínas.
Todas as aranhas usam seda para vários propósitos críticos, incluindo forrageamento, locomoção, nidificação, acasalamento, proteção de ovos e comunicação. Diferentes tipos de fios são utilizados para diversas finalidades, cada um produzido em glândulas específicas no abdome. Por exemplo, as aranhas que tecem orbes usam até sete tipos diferentes de sedas, em homenagem à glândula que produz esses fios. A seda ampola maior é a seda mais resistente usada como teias guidastes e como molduras de teias araneidae, a seda ampulada menor é usada como andaime durante a tecelagem da teia, a seda piriforme adere a estrutura da teia à madeira ou outros substratos e captura o fio da teia araneidae é composta de espinha dorsal de seda flageliforme e cola agregada. A seda aciniforme é usada para embrulhar presas e às vezes para decorações da teia, e a seda tubiforme (ou cilíndrica) é usada para fazer um saco de ovos. Enquanto as aranhas são predadores bem-sucedidos e são frequentemente associadas a teias orbes, as aranhas orbes da superfamília Araneoidea compreendem apenas cerca de 25% das espécies de aranhas. Um clado mais ancestral de aranhas, como os pertencentes à infraordem Mygalomorphae, é composto principalmente por aranhas errantes que produzem teias de folhas e labirintos de teias para captura de presas. Caçadores errantes e teias de captura de seda abandonadas compõem um clado mais moderno de aranhas no clado da apófise tibial retrolateral (RTA); este grupo compreende até 50% de todas as espécies de aranhas. Portanto, as aranhas diversificaram, selecionaram e especializaram vários usos da seda adaptando-se às suas necessidades ecológicas. Essa extraordinária plasticidade e universidade de seda e proteínas da seda é um alvo ideal para modelar a ligação entre a sequência e sua propriedade física para entender completamente os princípios de design subjacentes para aplicar a ampla gama de propriedades físicas como biomateriais.